# (65663) 1986 QC3
(65663) 1986 QC3 là một tiểu hành tinh vành đai chính. Nó được phát hiện bởi Henri Debehogne ở Đài thiên văn La Silla ở Chile ngày 29 tháng 8 năm 1986.